# Johannes Köhnlein
Johannes Köhnlein (* 18. Oktober 1902 in Attabey, Türkei; † 15. September 1989 in Kiel) war ein deutscher Acker- und Pflanzenbauwissenschaftler.

## Leben
Johannes Köhnlein, Sohn eines Landwirts, studierte Landwirtschaft an der Universität Jena und wurde dort 1925 mit einer Arbeit über die Vogelmilbe promoviert. 1926 absolvierte er die Prüfung zum Saatzuchtleiter und war dann mehrere Jahre als Landwirtschaftslehrer und Wirtschaftsberater in Gotha tätig. Von 1931 bis 1938 arbeitete er als Referent für Saatzucht, Futterbau, Landeskultur und Düngungswesen an der Hauptlandwirtschaftskammer bzw. Landesbauernschaft Thüringen in Weimar. Von 1939 bis 1942 war er Leiter der Ackerbauabteilung der Landesbauernschaft Sudetenland.
1943 übernahm Köhnlein als Professor und Direktor die Leitung des Instituts für Futterbau der Preußischen Versuchs- und Forschungsanstalt für Milchwirtschaft in Kiel. Dieses Institut war 1935 als Nachfolgeeinrichtung für das an der Philosophischen Fakultät der Universität Kiel geschlossene Institut für Pflanzenbau und Pflanzenzüchtung gegründet worden. Mit der Einrichtung einer Landwirtschaftlichen Fakultät an der Universität Kiel im Mai 1946 wurde Köhnlein zusätzlich mit der Leitung eines neu gegründeten Instituts für Pflanzenbau und Pflanzenzüchtung beauftragt. Hier wirkte er als Ordinarius bis zu seiner Emeritierung 1969.

## Forschungsleistungen
Köhnleins Forschungsschwerpunkt war der Nährstoff- und Humuskreislauf in landwirtschaftlichen Betrieben in Verbindung mit dem Futterbau. Auf mehreren Versuchsstandorten in Schleswig-Holstein führte er langjährige Düngungsversuche durch. Mit Hilfe von Lysimetern quantifizierte er die Nährstoffdynamik in landwirtschaftlich genutzten Böden und gewann neue Erkenntnisse über die Nährstoffauswaschung aus der Ackerkrume bei unterschiedlicher Nutzung und Düngung. Fast alle seine wissenschaftlichen Arbeiten haben einen starken Praxisbezug. Zahlreiche Beiträge über den Humushaushalt der Ackerböden und dessen Bedeutung für die Bodenfruchtbarkeit hat er in der „Schriftenreihe der Landwirtschaftlichen Fakultät der Universität Kiel“ veröffentlicht. 
Im Zusammenhang mit seinen Versuchen zur Förderung der Bodenfruchtbarkeit widmete Köhnlein dem Wurzelwachstum der landwirtschaftlichen Kulturpflanzen besondere Aufmerksamkeit. Sein gemeinsam mit Heinz Vetter 1953 herausgegebenes Buch „Ernterückstände und Wurzelbild“ gehörte mehrere Jahrzehnte zu den Standardwerken der pflanzenbaulichen Fachliteratur. Besondere Beachtung verdienen seine Forschungsarbeiten über die Rolle der Pflanzenwurzeln und der Regenwürmer bei der Durchporung des Unterbodens.
Köhnleins bedeutendster Beitrag auf dem Gebiet des Futterbaus ist sein 1971 veröffentlichtes Lehrbuch „Grundriß der Futterbaulehre“. Dieses Werk enthält auch die wichtigsten Ergebnisse seiner eigenen Forschungsarbeiten mit Futterpflanzen. Köhnlein war seit 1947 Mitarbeiter im Ausschuss für Grünland und Futterbau der Deutschen Landwirtschafts-Gesellschaft und seit 1954 Mitherausgeber der Zeitschrift „Das wirtschaftseigene Futter“.

## Schriften (Auswahl)
- Die Vogelmilbe (Dermanyssus avium) und ihre Bekämpfung. Diss. phil. Jena 1925. Zugl. in: Archiv für wissenschaftliche und praktische Tierheilkunde Bd. 53, 1925, S. 144–180.
- Wege zur besseren Humusversorgung unserer Mineralböden. Schriftenreihe der Landwirtschaftlichen Fakultät der Universität Kiel H. 9, 1953.
- Ernterückstände und Wurzelbild. Menge und Nährstoffgehalt der auf dem Acker verbleibenden Reste der wichtigsten Kulturpflanzen   (mit Heinz Vetter). Verlag Paul Parey Hamburg und Berlin 1953.
- Die Durchporung und Durchwurzelung des Unterbodens. In: Schriftenreihe der Landwirtschaftlichen Fakultät der Universität Kiel H. 14, 1955, S. 3–41.
- Ergebnisse der Kieler Dauerdüngungsversuche mit Phosphat und Kali (mit Norbert Knauer). Schriftenreihe der Landwirtschaftlichen Fakultät der Universität Kiel H. 39, 1965.
- Grundriß der Futterbaulehre. Verlag Eugen Ulmer Stuttgart 1971.
- Das Institut für Futterbau und das Institut für Pflanzenbau und Pflanzenzüchtung in Kiel in der Zeit von 1943 bis 1970.  (Maschinenschrift) Kiel 1973. -  Beachtenswerte Dokumentation zur Geschichte der Pflanzenbauwissenschaft mit chronologischer Zusammenstellung der wichtigsten Veröffentlichungen Köhnleins und einem Verzeichnis der bei ihm angefertigten Dissertationen.